# Homerun (The Kelly Family)
Homerun è il tredicesimo album di studio del gruppo musicale Euro-irlandese-statunitense The Kelly Family, pubblicato il 7 giugno 2004 dalla Polydor in gran parte dell'Europa.

## Tracce

### Disco uno
1. I'll Be There – 4:16
2. Walking – 3:49
3. Strange World – 3:39
4. What If Love – 4:06
5. Don't Always Want – 3:46
6. Intermission: Mother Teresa – 0:13
7. Carry My Soul – 3:43
8. Break The Walls – 3:52
9. Burning Fire – 5:18
10. Don't Be So Unhappy – 4:31

### Disco due
1. Babylon – 4:06
2. Everybody Is Beautiful – 4:07
3. Streets of Love – 3:23
4. Street Kid (Gucci Shit) – 3:27
5. Intermission: China Keitetsi – 0:34
6. Blood – 3:51
7. I Wish the Very Best – 4:35
8. Flip a Coin – 4:30
9. Edge of Happiness – 4:54

## Classifiche
| Classifica (2004) | Massima posizione |
| ----------------- | ----------------- |
| Austria           | 52                |
| Olanda            | 36                |
| Germania          | 9                 |